# Inu Yasha

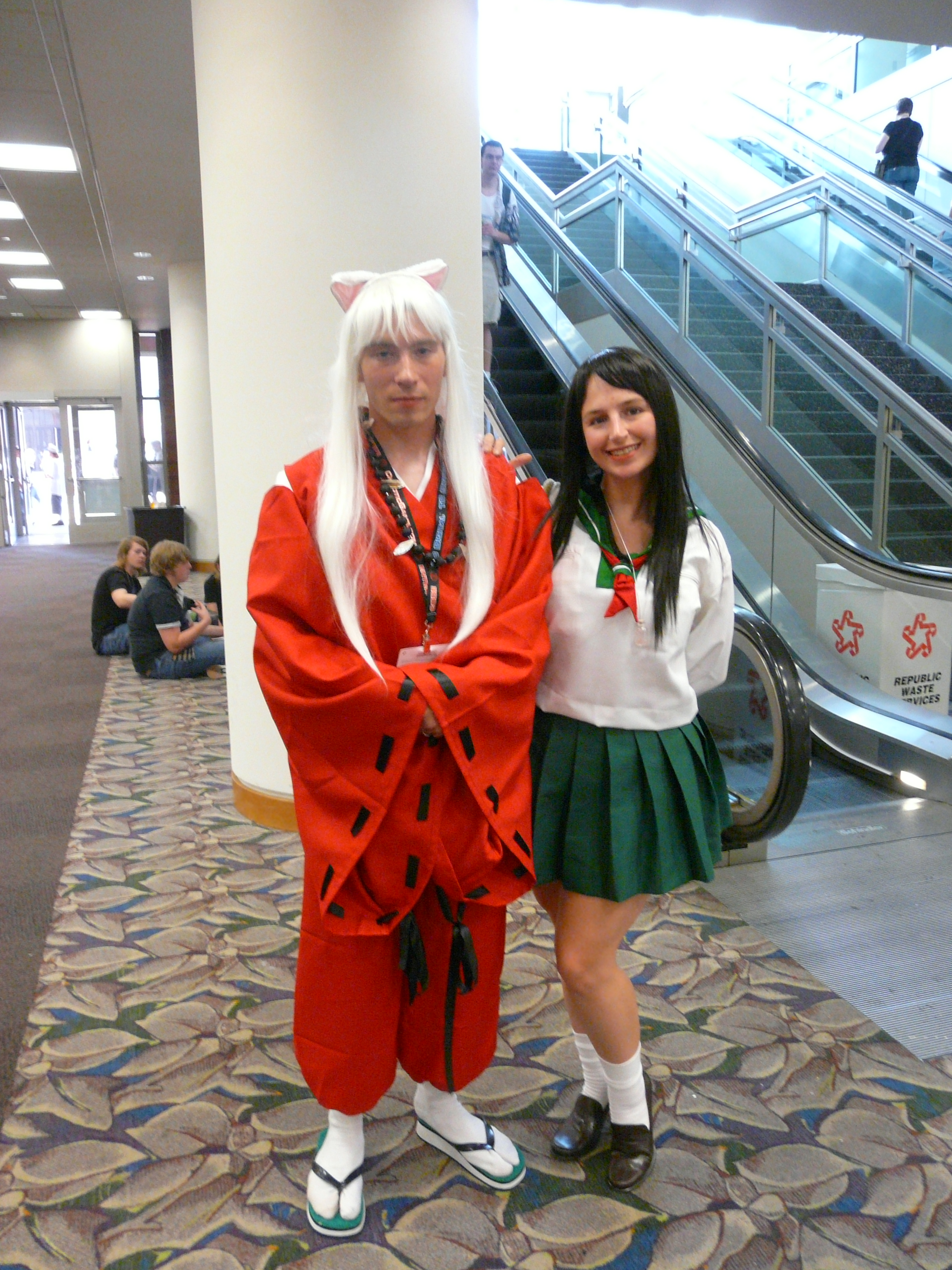
Personer utklädda till InuYasha och Kagome.

Inu Yasha (犬夜叉), fullständig titel Inu Yasha, A Feudal Fairy Tale (戦国お伽草子–犬夜叉, Sengoku Otogi Zōshi InuYasha) är en populär manga- och anime-serie av Rumiko Takahashi. Serien handlar om den tidsresande högstadieeleven Kagome Higurashi, hunddemonen InuYasha, munken Miroku, demonbekämparen Sango, räv-kitsunedemonen Shippo och Sangos "husdjur" Kirara [Kilala] i Sengoku-perioden när de letar efter Shikon-juvelens (Shikon no Tama) delar och försöker förhindra att den onde Naraku lägger beslag på dem.
Serien är döpt efter en av huvudfigurerna, InuYasha (hunddemon). "Inu" är ett japanskt ord som betyder "hund". "Yasha" är ett japanskt ord som betyder "demon".
Första kapitlet av mangan publicerades 13 november 1996. Det sista kapitlet, kapitel 558, publicerades 18 juni 2008. Mangaserien gavs också ut i Japan, och andra länder, i 56 böcker. På svenska har det givits ut 42 volymer av mangan.
Mangan fördes över till en 167 episoder lång animeserie regisserad av Masashi Ikeda (eps. 1-44) och Yasunao Aoki (44 och framåt) och producerad av Sunrise. Animen sändes för första gången på Yomiuri TV i Japan mellan den 16 oktober 2000 och den 13 september 2004. Animen slutade utan ett slut på historien. 
År 2002 vann mangan "Shogakukan Manga Award" i genren shōnen.

## Handling
Historien börjar i det gamla Japan med InuYasha, en hanyõ (halvdemon), som stjäl Shikon-juvelen från en by (四魂の玉, Shikon no Tama), en juvel som kan öka alla varelsers krafter enormt. Han hinner inte långt förrän Kikyo, den unga mikon (prästinna) i byn, skjuter honom med en magisk pil och på detta sätt fjättrar honom vid ett träd för evigt. Dödligt sårad ber Kikyo sin lillasyster, Kaede, att hon ska bränna Shikon-juvelen tillsammans med Kikyos kropp för att hindra att den hamnar i fel händer.
I det moderna Tokyo är en högstadieelev vid namn Kagome på väg till skolan. När hon letar efter sin katt, Buyo, vid en gammal brunn, blir hon plötsligt anfallen av en tusenfotingdemon som tar henne till Sengoku-perioden i det gamla Japan. 
Utan att veta var hon är vandrar Kagome runt i en skog nära brunnen hon föll igenom. Plötsligt ser hon Goshinboku-trädet där Inu Yasha är fångad och börjar gå ditåt. När hon når fram till trädet finner hon Inu Yasha, fortfarande fångad med den magiska pilen. Folk från byn fångar henne och tar henne till den gamla mikon i byn, Kaede. Kaede märker direkt att Kagome är en reinkarnation av hennes storasyster Kikyo och berättar historien om Kikyo och InuYasha.
Tusenfotingsdemonen anfaller igen och Kagome blir tvungen att släppa lös InuYasha för att kunna döda den. Efter att ha besegrat tusenfotingsdemonen gör Kaede ett magiskt halsband som hon sätter runt InuYashas hals för att hindra honom från att ta Shikon-juvelen.
Shikon-juvelen gör att fler demoner kommer till byn. I en strid mot en kråkdemon splittras Shikon-juvelen i tusen bitar över hela det gamla Japan.
Kagome och Inu Yasha reser iväg tillsammans för att hitta Shikon-juvelens många bitar. På vägen blir de vänner med Shippo, en rävdemon; Miroku, en munk; samt Sango, en demonbekämpare. Gruppen stöter ofta på InuYashas halvbror Sesshomaru; Naraku, som var den som vände InuYasha och Kikyo mot varandra; samt Koga, en vargdemon som är förälskad i Kagome och tar till alla medel för att göra henne till "sin kvinna".

## InuYashas grupp

### InuYasha
InuYasha är en halvdemon som blev till i en kärleksaffär mellan en hunddemon och en mänsklig kvinna. Innan InuYasha träffade Kikyô var han en ensam halvdemon som sökte sin plats i världen. När han fick reda på att Shikonjuvelens kraft kunde göra honom till en fullblodig demon, började han försöka stjäla den. Men efter att han mötte Kikyô, Shikonjuvelens förra väktare, började hans intresse för henne växa. Till slut bestämde sig Kikyô och InuYasha för att göra honom till människa med hjälp av juvelen, så att de kunde leva tillsammans. 
Men det var en person, Naraku, som ville ha Kikyö för sig själv. Han fick henne och InuYasha att tro att de hade blivit förrådda av varandra, genom att ta deras skepnader och attackera dem. Detta gjorde att InuYasha valde att stjäla Shikonjuvelen. Kikyö, som var nära döden efter att ha blivit attackerad av Naraku, sköt en pil som förseglade InuYasha i 50 år.
50 år senare kommer flickan Kagome (Kikyôs reinkarnation) och drar ut pilen från InuYasha (något bara Kagome och Kikyô kunde göra, eftersom Kagome har Kikyôs själ och hennes krafter). Efter att Shikonjuvelen delas i bitar, letar Kagome och InuYasha efter delarna av juvelen. Deras följeslagare är demonutrotaren Sango, munken Miroku och rävdemonen Shippo.

### Kagome Higurashi
Kagome är en 15-årig flicka som lever i Tokyo. På sin 15 födelsedag ramlar hon ner i en tempelbrunn och dras ner till forntida Japan. Där träffar hon halvdemonen InuYasha. Det visar sig att Kagome bär med sig den länge försvunna Shikon-juvelen i sin kropp. Efter att  juvelen går i bitar börjar hon och InuYasha sin jakt på Shikondelarna som spreds ut i världen.
Kagomes relation till InuYasha kompliceras av att hon är en reinkarnation av tempeljungfrun Kikyô. Kikyö blir återupplivad och börjar söka upp InuYasha, som hon tidigare haft en relation med, samtidigt som Kagomes och InuYashas känslor för varandra växer. Kagome kan visa sig vara avundsjuk på Kikyös förhållande till InuYasha, medan InuYasha blir avundsjuk på hur vargdemonen Kôga uppvaktar Kagome.
Kagome har ett bra väldigt bra förhållande med demonutrotaren Sango, som gör entré i avsnitt 9. De blir snart väldigt goda vänner.

### Miroku
Miroku har en förbannelse över sig, som även hans far och farfar hade. Förbannelsen består av en vindtunnel i Mirokus ena handflata, som suger upp allt i sin väg. Om inte Naraku, som förbannade Mirokus farfar, dör kommer vindtunneln någon dag suga upp Miroku själv. I sin jakt på Naraku träffar Miroku InuYasha och Kagome under deras färd i sökandet efter Shikonjuvelerna. Miroku ber alla kvinnor i sin väg om att föda hans barn, eftersom han är väldigt mån om att skaffa en arvinge innan vindtunneln slukar honom. Miroku älskar kvinnor, pengar och lyx. Han lurar ofta herrar som bor i fina hus att det är en demon eller en ond ande som hemsöker huset för att han och hans vänner ska få äta middag och sova över där. Han brukar ofta tafsa på bland annat Kagome och Sango, vilket inte brukar uppskattas. Med tiden uppstår känslor mellan Miroku och Sango.

### Sango
Sango är en demonutrotare från en särskild by där alla är demonutrotare. Där bodde Sango med sin far, sin lillebror Kohaku och deras vänner. En dag blir de kallade till att utrota en demon där slottsherren Hitomi Kagewaki bor, med dem var även nybörjaren Kohaku. När de tror att demonen är död och de börjar skära loss benen på demonen, blir genast några av vännerna dödade, Sango blir helt förskräckt och sedan ser hon att deras far blev dödad. Då ser hon att det är Kohaku som har dödat dem. Hon märker att hennes 11-årige lillebror uppför sig konstigt eftersom han även gör ett försök att döda sin storasyster. Sedan ser hon att det är en spindeltråd som hänger i hans nacke, då förstår hon att Kohaku är under en annans kontroll. Hon ser att spindeltråden går till slottsherrens far och försöker genast springa fram och döda demonen som tagit en människas skepnad. Under tiden blir Kohaku sig själv men blir dödad av soldaterna, Kohakus slut blir att han dör med sin storasyster Sango bredvid sig. Sango är medvetslös, och alla tror att hon är så gott som död, men hon gräver sig upp ur graven och sedan tas hon om hand i slottet. Efteråt hör hon att hennes by har blivit anfallen av InuYasha, vilket också är en ny fälla som Naraku har gillrat. Hon ger sig ut för att försöka döda InuYasha för att hämnas sin by. Men snart förstår hon att den riktige anfallaren var Narakus demoner. 
Hon börjar att följa med InuYasha och hans vänner för att kunna döda Naraku och i jakten på Shikondelar. Senare i bok nummer 11 får hon reda på att Kohaku har blivit återupplivad av Naraku, men inte i syfte att kunna få ett livs andra chans, utan för att tjäna Naraku och plåga Sango. Det blir ett ytterligare skäl till att döda Naraku och göra Kohaku fri.
Sango har också känslor för munken Miroku. Hon har lovat att föda hans barn och skaffa en familj med honom om de båda överlever slaget mot Naraku.

### Shippo
Shippo är en liten söt rävdemon som försöker sno InuYashas och Kagomes shikondelar för att kunna besegra de onda Raijuubröderna Hiten och Manten för att hämnas sin fars död efter att InuYasha dödat de båda (mest för shikondelarna och att han trodde att Kagome hade blivit dödad) börjar Shippo följa med de båda på sin resa. Shippo i mangan blir kär i flickan Satsuki och i animen träffar han Satsuki, Mizuki, Koume och Soten (lillasyster till Hiten och Manten).  

### Kirara
Kirara är en demonkatt som Sango och Miroku ofta rider på. När Kirara förvandlar sig blir hon en jättekatt och när hon inte är förvandlad är hon som en liten kattunge. Kirara är från början Sangos husdjur men hon vänjer sig senare med de andra, speciellt Shippo är god vän med Kirara.

## Sesshomarus grupp

### Sesshomaru
Sesshomaru är till skillnad till sin bror, InuYasha en riktig demon och mycket stark. Han ses först i bok nummer 2 när han försöker få svärdet Tetsusaiga men senare blir han av med sin vänstra arm när InuYasha tar svärdet, för eftersom Sesshomaru är en riktig demon kan han inte nudda Tetsusaiga och till skillnad till InuYasha som har människoblod i sig kan han röra svärdet. Sesshomaru är också ute efter Naraku, efter att han använt Sesshomaru för att döda InuYasha och kidnappat Rin för att kunna kontrollera honom.
Till följeslagare har han en liten grön tjänare vid namn Jaken som han ofta slår eller går på, en liten människoflicka vid namn Rin som han återupplivar med Tenseiga (det svärdet han fick efter sin far) efter att hon blivit dödad av vargdemoner. Jaken tyckte att det inte alls var likt honom att rädda en människoflicka.

### Rin
Rin ser man först i bok 14 efter att Sesshomaru höll på att bli dödad av InuYashas "vindreva". Hon försöker att rädda Sesshomaru och trots att han säger att hon ska sluta att ge honom mat, slutar hon inte. På den tiden pratade inte Rin med någon, det berodde på att hon hade sett hela sin familj bli dödad av banditer, och efter det sa hon aldrig något. Efter att hon hade blivit slagen av byborna kom hon till Sesshomaru och han fortsatte att säga att han inte ville ha något men sedan frågade han vad som hade hänt och då log hon, vilket var en reaktion som Sesshomaru inte förstod. Rin är glad att äntligen någon har frågat henne vad som hade hänt, hon är på strålande humör ända tills hon kommer hem och ser att vargdemoner har attackerat byn och hennes lilla hus. Hon försöker springa allt vad hon orkar, hon försöker hinna till stället där Sesshomaru var skadad för där kände hon lite trygghet men så ramlar hon och blir attackerad och sen dör hon. I ungefär samma ögonblick känner Sesshomaru lukten av blod och senare ser han hennes livlösa och skadade kropp. Jaken frågar om han vill något med den här människan. Sesshomaru svarar nej, men då minns han hennes leende och återupplivar henne och sen låter han henne också få följa med honom och han ger henne en ny och mer färgglad kimono. Nu pratar Rin och uppför sig mer som ett barn och är mycket lojal mot Sesshomaru, och vid ett tillfälle när Sesshomaru hade en chans att döda Naraku valde han att rädda Rin istället.

### Jaken
Jaken är en liten grön, ganska svag demon. Han har tjänat Sesshomaru i många århundraden och är mycket lojal mot honom men trots det slår ofta Sesshomaru honom och även går på honom. Jaken ser ut att inte tycka om Rin och tycker att en människa är ovärdig att följa med Sesshomaru, men trots det lämnar Sesshomaru ibland Jaken med Rin för att göra sig säker på att ingenting händer henne. Hur irriterande han än tycker att hon är vill han aldrig se Rin bli dödad eller skadad och han är också rädd för vad Sesshomaru skulle göra om någonting händer henne.

### Ah-Un
Ah-Un är en drake med två huvuden som inte kan prata. Han hade inget namn förrän Rin döper ena huvudet till "Ah" och det andra till "Un". Oftast rider Rin på honom men om Sesshomaru ska någon längre sträcka rider han på honom. Han är också som en vakthund för Rin och är ofta med henne när hon plockar blommor.

## Kôgas grupp

### Kôga
Kôga är ledaren för vargdemonerna och har två shikondelar i benen och en i armen. Kôga ser man först i bok 14 när han slåss mot InuYasha. Först kidnappar Kôga Kagome och Shippo och han blir kär i Kagome och han tror att Kagome är kär i honom med, fast hon är mer kär i InuYasha. Kôga kallar ofta InuYasha för "hundvalp" och InuYasha kallar honom för "magervarg". Senare när varken Kôga eller InuYasha vill slåss på allvar slåss de mer om Kagome eller andra småsaker. Kôga vill döda Naraku och Kagura efter att de dödade alla hans kamrater och familj för att kunna hämnas deras död. Han har två följeslagare; Hakkaku och Ginta.

### Ginta och Hakkaku
Två ganska fega, svaga och dumma medhjälpare. Hakkaku är den som har en punkarliknande frisyr och Ginta är den med kort hår. Trots sin svaghet är de mycket lojala emot Koga.

## Narakus följerslagare

### Naraku
Kogas grupps, Kikyôs, InuYashas grupps och Sesshomarus grupps ärkefiende. Han blev till när banditen Onigumo sålde sin själ till demonerna i syfte att kunna befläcka och sno Shikonjuvelen och att göra Kikyô till sin kvinna. Han är en halvdemon eftersom Onigumos mänskliga hjärta fortfarande finns kvar inom honom och han försöker få Shikonjuvelen i syfte att kunna göra sig till en riktig demon. För 50 år sedan blev Naraku till och han lurade InuYasha och Kikyô i en fälla vilket resulterade i Kikyôs död och att InuYasha blev förseglad i 50 år vid ett heligt träd vid namn Goshinboku. Naraku kan också föda demoner ur sin kropp, för att kunna göra sig säker på att de inte lämnar hans sida behåller han deras hjärtan så att han kan ha deras liv i sina händer.

### Kagura
Är Narakus andra inkarnation och är en vindanvändare och gör entré i bok 15. Trots att Kagura är född ur Naraku föraktar hon honom och vill inget mer än att bli fri. Vissa tecken på att hon har försökt förråda Naraku vid flera tillfällen är till exempel att hon erbjöd Sesshomaru shikondelarna ifrån Koga, visar vägen för InuYasha och hans vänner ibland och att hon lät Sesshomaru behålla sitt svärd Tokijin som kommer ifrån Narakus tredje inkarnation, Goshinkis huggtand. 

### Kanna
Kanna är Narakus första inkarnation och troligen den mest lojala. Kanna är till skillnad från Kagura intet. Hon känner ingenting och tycker heller ingenting. Hennes spegel kan vända tillbaka attacker och sno själar. Hon kommer också i bok 15. 

### Hakudoshi
Hakudoshi blev till när Narakus hjärta, spädbarnet som kan se in i folks själar, blev delat. Hakudoshi liknar en manlig Kanna och rider på en demonhäst som heter Entei. Han ses först i bok 30.

## De sju krigarna

### Bankotsu
Den starkaste och ledaren av de sju. Han bär jätteklingan Banryû som har tre shikondelar i sig. Märket i hans panna betyder "ung" och hans kommer i bok 26 och dör i bok 28.

### Jakotsu
Den andra starkaste och den enda homosexuella i serien. Trots att han ser ut som en tjej ibland eftersom han har smink och kläder så är han en man. Han är en av de mest lojala mot de sju krigarna och är öppet attraherad av InuYasha, vilket han själv äcklas av. Han hatar kvinnor och har ett svärd som kan veckla ut sig och böja sig som en orm. Han gör entré i bok 24 och dör i bok 28.

### Suikotsu
Den tredje starkaste av de sju. Ena halvan är doktor Suikotsu, som är godhjärtad och snäll och tar hand om barn, medan den andra halvan är blodtörstig och grym. Han kommer i bok 25 och dör i bok 27.

### Renkotsu
Den fjärde starkaste och den smartaste av de sju samt den minst lojala av dem. Han försöker bland annat gömma shikondelar som han hittat för Bankotsu, som i så fall skulle mörda honom utan tvekan. Han blir till slut dödad av Bankotsu eftersom han dödade Jakotsu, han dyker upp i bok 25 och dör i bok 28.

### Ginkotsu
Den femte starkaste och en av de minst människoliknande av dem. Hans kropp är byggd på bland annat vapen och krut och lava. Han dyker upp i bok 25 och dör i bok 26.

### Mukotsu
Är den näst svagaste av de sju och är en giftblandare. Han dyker upp i bok 25 och dör i bok 25, eftersom han blir dödad Sesshomaru.

### Kyôkotsu
Är den svagaste av de sju. Han blir dödad av Koga och dyker upp i bok 24 och dör i bok 24. 

## Andra figurer

### Kikyô
Var tempeljungfrun som för 50 år sedan skyddade Shikonjuvelen från alla som ville åt den. Hon levde med sin lillasyster i Kaede i byn som hon skyddade. Via ett sammanträffande träffade hon InuYasha som på den tiden var ute efter juvelen. Trots det dödade aldrig Kikyô InuYasha eftersom hon kände igen sig själv i honom, eftersom ingen av dem kunde leva ett normalt liv. Efter att ha tillbringat en del tid med honom blev de båda förälskade i varandra. De kom överens om att Kikyô skulle ta med sig juvelen nästa morgon och InuYasha skulle bli människa och Kikyô skulle en gång för alla bli en vanlig kvinna. Men Naraku hade hört om deras plan och förstörde allt när han tog InuYashas skepnad och högg ner Kikyô och att han tog Kikyôs skepnad och sköt pilar emot InuYasha så att de båda skulle tro att de förrådde varandra. Planen resulterade i att InuYasha blev förseglad vid det heliga trädet i 50 år och att Kikyô dog med shikonjuvelen. 
500 år senare föddes Kikyô om till Kagome i det moderna Tokyo.

### Kohaku
Kohaku är Sangos lillebror som dödade sin egen far och hans kamrater medan hans hjärta och kropp var manipulerad av Naraku, han dog även själv den natten. Men det var inte slutet för Kohaku, han blev senare återupplivad av Naraku med hjälp av en shikondel. I början är Kohaku helt under Narakus kontroll, men senare blir han mer och mer som han var när han levde. Han har heller inget minne av det som hände, men det beror snarare på att Naraku har raderat hans minne, och han vill heller inte minnas. Det enda han kommer ihåg är Sangos ansikte från sitt förra liv. Men till slut minns han och efter det vill han att Naraku ska bli dödad.

### Kaede
Kaede är Kikyôs lillasyster som tog över ledarskapet i byn efter sin systers tragiska bortgång. Hon ger ofta InuYasha och de andra råd och är mycket vis och gammal. Det är Kaede som är ansvarig för InuYashas halsband som gör att han faller ner till marken när Kagome säger "sitt". 

### Tsubaki
Kikyôs gamla ärkerival och halvt ansvarig för att Kikyô blev dödad. För 50 år sedan lade Tsubaki en förbannelse över Kikyô "att om hon någonsin skulle bli förälskad i en man, skulle hennes krafter bli svagare och dö en våldsam död". Och det blev ju sant eftersom hon blev dödad och hennes krafter blev försvagade. När hon en gång skulle attackera Kikyô med sin shikigami slog Kikyô tillbaka shikigamin emot Tsubaki och Tsubaki föll offer över sin egen förbannelse. 50 år efteråt lägger hon en förbannelse över Kagome men senare slår Kagome tillbaka shikigamin på exakt samma sätt som Kikyô, och därmed fall hon offer igen för sin egen förbannelse. 

### Midoriko
Midoriko var en mycket kraftfull miko och kunde utrota 20 demoner på en gång med sina spirituella krafter. Hon levde för ungefär 1000 år sedan och då var hon en tempeljungfru. Det var en man som älskade Midoriko i hemlighet men hade ondhet i sitt hjärta, demonerna som ville ta kål på Midoriko drog nytta av mannens svaghet och besatte honom och sen tog hans själ och demonerna blev en tillsammans med mannens själ, ungefär likadant som Onigumo gjorde och hur han älskade Kikyô. En natt blev Midoriko lurad in i en grotta och började slåss mot demonerna, men det var för många, striden pågick i 7 nätter och 7 dagar, till slut var Midoriko helt slut och tog demonernas själar och sin egen, själarna pressades ihop till en, det är Shikonjuvelen.

### Onigumo
Onigumo var en bandit som hade blivit svårt skadad i en brand och sen togs om hand av Kikyô i en grotta. Han var inlindad i bandage och kunde bara prata och dricka. Under tiden när han låg där var han djupt förälskad i Kikyô, så djupt att han gav sin själ till demonerna för att kunna stjäla Shikonjuvelen och röva bort Kikyô. Men det blev inte så, han blev istället Naraku.

## Karaktärer ifrån moderna Tokyo

### Hojo
Hojo är en pojke som är kär i Kagome och ovanligt naiv. Han tror på Kagomes påhittade sjukdomar som kommer ifrån hennes morfar och ger henne konstant botemedel.

### Yuka, Eri och Ayumi
Kagomes tre vänner som jämt pushar Kagome till dejter med Hojo och tycker att InuYasha är en helt fel kille för henne, eftersom det enda de har hört om honom är att han är "självisk, svartsjuk, otrogen och våldsam". Trots att de inte har några namn i mangan har de namn i animen och där är de Yuka den med kort hår, Eri är den med kort hår och diadem och Ayumi är den som har lockigt hår.

### Morfar Higurashi
Kagomes morfar är en gammal präst som inte har någon särskild spirituell kraft. Han hittar konstant på sjukdomar för Kagome när hon är i medeltidens Japan och han berättar också ofta om alla föremåls historia vid templet.

### Mamma Higurashi
Kagomes mamma är en snäll kvinna som stödjer Kagome och är snäll emot InuYasha, trots att hon är medveten om att hans pappa är en demon.

### Sôta Higurashi
Sôta är Kagomes lillebror som tycker att InuYasha är häftig, han gör ibland Kagomes läxor när hon är i medeltiden.